# Дактилоскопія

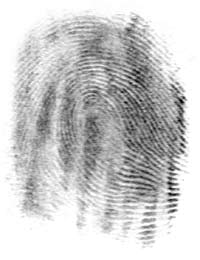
Відбиток пальця на папері

Дактилоскопі́я (з д.гр. δάκτυλος — палець і σκοπέω — дивлюсь, спостерігаю) — розділ криміналістики, який займається дослідженням конфігурації папілярних ліній на пучках пальців рук із метою встановлення ідентичності. Метод ідентифікації людей за відбитками пальців (в тому числі за слідами пальців рук) заснований на унікальності малюнка шкіри. Широко застосовується в криміналістиці. Заснований на ідеях англійця Вільяма Джеймса Гершеля, що висунув в 1877 році гіпотезу про незмінність папілярного малюнка долонних поверхонь шкіри людини. Ця гіпотеза стала результатом довгих досліджень автора, що служив поліцейським чиновником в Індії.
Відомо, що ідея про унікальність відбитків пальців існувала в Китаї і Японії ще в VII ст. н. е. Однак, незважаючи на широке практичне використання, припущення про унікальність відбитків не має достатнього наукового обґрунтування, а для методу ідентифікації за відбитками немає оцінки достовірності (на практиці приймається за 100 %).

## В криміналістиці
Англійський антрополог Френсіс Гальтон домігся введення дактилоскопії як метод реєстрації кримінальних злочинців в Англії в 1895 році. 13 вересня 1902 р. у Великій Британії відбитки пальців з місця злочину вперше використані як доказ провини по відношенню до затриманого Гаррі Джексона.
18 квітня 1902 — перше застосування в Данії дактилоскопії для впізнання злочинця. Різні країни світу вводили у себе дактилоскопічні методи протягом наступних півтора-двох десятиліть. Однією з останніх була Франція.
В Київській розшуковій поліції впровадженням дактилоскопічних методів займався Рудий Георгій Михайлович, начальник київського розшуку.